# C1QBP
C1QBP‏ (Complement C1q binding protein) هوَ بروتين يُشَفر بواسطة جين C1QBP في الإنسان.